# 基督教社会党 (比利时旧政党)
基督教社会党（法語：Parti social-chrétien），荷兰语称基督教人民党（荷蘭語：Christelijke Volkspartij），简称PSC-CVP，是比利时曾经的一个基督教民主主義政党，由天主教党于1945年改组而来。1968年，基督教社会党分裂，按荷法双语分成了在瓦隆尼亚的基督教社会党（2002年更名为“人道主义民主中心”，2022年更名为“行动者”）和在佛兰德的基督教人民党（2001年更名为“基督教民主和弗拉芒”）。

## 历史
第二次世界大战结束后，1945年8月18日-19日，天主教党与天主教弗拉芒人民党合并为基督教社会党，奥古斯特·德·斯赫赖弗（August de Schryver）任主席。1968年，该党一分为二。

## 著名成员
- 让·迪维厄萨 (Jean Duvieusart)
- 加斯东·伊斯更斯 (Gaston Eyskens)
- 皮埃尔·阿梅尔 (Pierre Harmel)
- 泰奥多尔·勒菲弗 (Théo Lefèvre)
- 约瑟夫·福利安 (Joseph Pholien)
- 保罗·范登布伊南茨 (Paul Vanden Boeynants)
- 让·范豪特 (Jean Van Houtte)
- 让·夏尔·斯努瓦-多皮埃尔伯爵 (Count Jean Charles Snoy et d'Oppuers)

## 书目
- Th. Luykx and M. Platel, Politieke geschiedenis van België, 2 vol., Kluwer, 1985
- E. Witte, J. Craeybeckx en A. Meynen, Politieke geschiedenis van België, Standaard, 1997